# 呂晶器
呂晶器（英語：Rev. Howard LUI, S.J.），天主教澳門教區耶穌會前院長、中華省神父（神父、修士共98位）。他是西望洋創作協會會員大會主席、前澳門海星中學校董會主席兼校監以及前澳門利瑪竇中學校監。

## 背景
呂晶器生於香港，與其他親兄弟呂鑫器、呂矗器及呂磊器皆曾畢業於九龍黃大仙獻主會溥仁小學（1971年小六），而他早年畢業於九龍塘嘉名幼稚園（1963年中文班畢業、1964年英文班畢業），又曾在天主教福德學校讀書。之後他在1973年開始就讀位於九龍城土瓜灣的新亞中學。至1978年中五畢業後，他到台灣繼續升學，直至1985年加入耶穌會中華省。他之前在台北天主教輔仁大學宗教學系修讀哲學學士和神學教育碩士課程（分別於1988年和1994年入學），其論文主要研究「天主教的禁食與今日信友生活」課題。
呂晶器於1997年1月1日接受司鐸聖職，又曾任國立台灣大學光啟學社及淡江大學學生輔導和聖召推行等工作。直至2000年，呂神父獲派到澳門利瑪竇中學服務。曾任澳門耶穌會花地瑪聖母會院院長。1997年8月25日，中華省耶穌會神父及修士，以及十多位被邀請的合作者和觀察員，聚集在彰化靜山靈修中心，參與為期三天的「分享願景」（A Vision to Share）聚會。在大會之後，當時的省會長劉家正神父召集了呂晶器神父、洪萬六神父、丁立偉神父和李驊修士組成「青年使徒工作小組」。他們雖然身處不同的地區，但卻以團隊的方式展開運作。2012年8月已請辭澳門所有職務，已離開澳門及返回台灣。2015年，呂晶器在八仙樂園彩色派對火災發生後在真理電台為死傷者祈禱。現時他於天主教台北聖家堂工作，任副主任司鐸。
2012年8月任台北天主教聖家堂助理本堂，於2018年任副本堂。
2021年8月15日 接任台南耶穌聖心堂，為本堂主任。

## 曾任職務
- 澳門利瑪竇中學校監
- 澳門海星中學校董會主席兼校監
- 西望洋創作中心行政總監
- 天主教澳門教區耶穌會院長
- 國立台灣大學及淡江大學天主教大專學生輔導神父

## 現任職務
- 2016年8月1日起，接任台北市聖家堂副主任。
- 2021年8月任台南耶穌聖心堂本堂主任

## 外部連結
- 天主教台北聖家堂 愛的團體 聖母軍（页面存档备份，存于）